# Шевченко Андрій Варфоломійович
Шевченко Андрій Варфоломійович (1849, Кирилівка Звенигородського повіту, нині Черкаської області — 1927) — син Варфоломія Григоровича Шевченка, троюрідний племінник Т. Г. Шевченка.

## Біографія
Вчився у Другій Київській гімназії, де закінчив чотири класи. Потім у Херсонському училищі торгового мореплавства. З 1857 році разом з батьками жив у Корсуні. Влітку 1859 познайомився зі своїм троюрідним дядьком Тарасом Шевченком, завжди супроводжував його під час прогулянок у Корсуні, співав поетові і переймав від нього народні пісні. Був на похороні Тараса Шевченка на Чернечій горі.
З 1880-х жив у селі Красятичі Радомишльського повіту Київської губернії, займався хліборобством. Після смерті батька деякий час доглядав могилу поета. Наприкінці липня 1918 невідомі спалили його дім в рідному селі Шевченкове. У 1920-х проживав у Києві, працював сторожем у Київській 1-й трудовій школі імені Т. Г. Шевченка. Йому належать спогади про зустрічі з Тарасом Шевченком. Родину його дочки Марії Гілевської було заарештовано 1929 за справою Спілки визволення України, є відомості, що він також був учасником спілки, під час обшуку зникли цінні матеріали про життя і творчість Т. Г. Шевченка та В. Г. Шевченка. Загинув у Києві 1927-го року від голоду.